# Giro d’Italia 2005

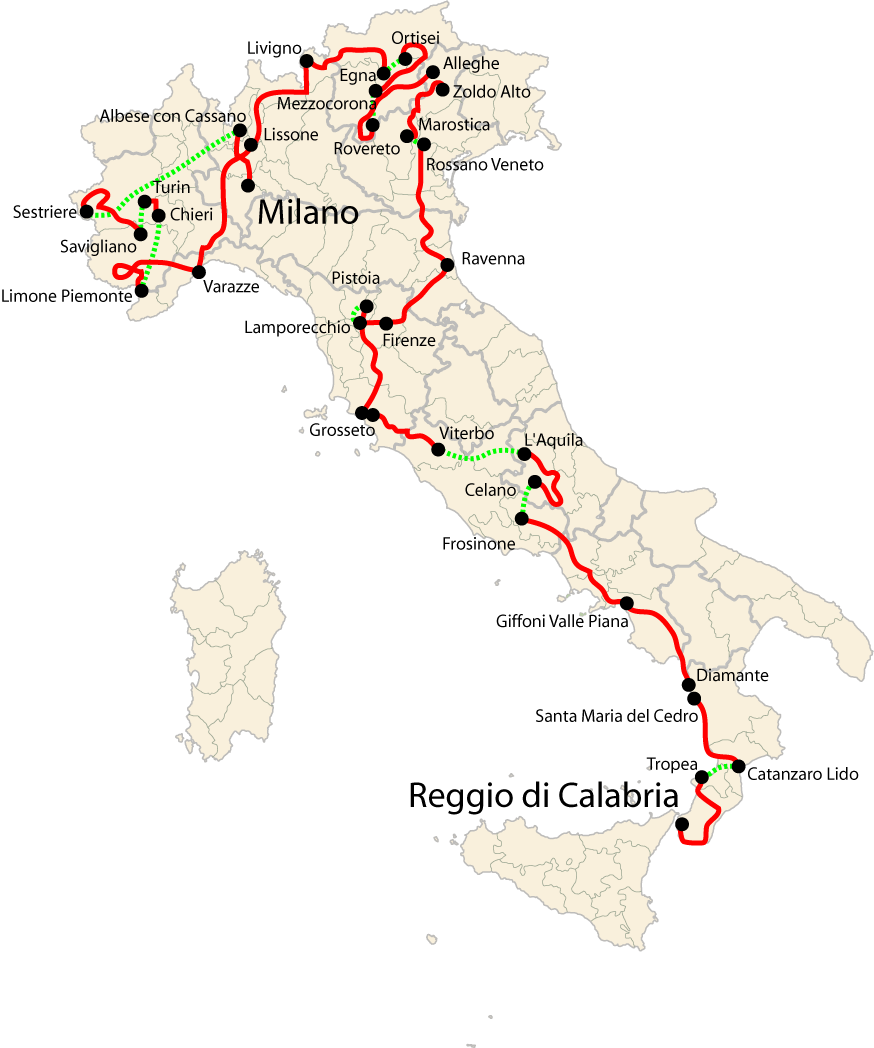
Överblick på etapperna under 2005 års Giro d'Italia.

Giro d’Italia 2005 var ett cykellopp där från början 197 cyklister i 20 olika professionella lag deltog. Den cyklist som har den sammanlagda ledningen bär varje dag den s.k. maglia mosa – den rosa tröjan. Tröjans färg beror på färgen på papperet för den tidning som är huvudsponsor för tävlingen – Gazzetta dello Sport.
Den sammanlagda sträckan 2005 är 3 464,65 km vilket innebär ett dagsgenomsnitt på 173,2 km.

## Slutställning
| Plats | Person              | Land      | Lag                            | Tid      |
| 1     | Paolo Savoldelli    | Italien   | Discovery Channel              | 86.34.04 |
| 2     | Gilberto Simoni     | Italien   | Lampre Caffita                 | 00.00.28 |
| 3     | José Rujano Guillen | Venezuela | Selle Italia-Colombia          | 00.00.45 |
| 4     | Danilo Di Luca      | Italien   | Liquigas-Bianchi               | 00.02.42 |
| 5     | Juan Manuel Garate  | Spanien   | Saunier Duval-Prodir           | 00.03.11 |
| 6     | Sergej Gontjar      | Ukraina   | Domina Vacanze                 | 00.04.22 |
| 7     | Vladimir Karpets    | Ryssland  | Illes Balears-Caisse d'Epargne | 00.11.15 |
| 8     | Pietro Caucchioli   | Italien   | Crédit Agricole                | 00.11.38 |
| 9     | Marzio Bruseghin    | Italien   | Fassa Bortolo                  | 00.11.40 |
| 10    | Emanuele Sella      | Italien   | Ceramica Panaria-Navigare      | 00.12.33 |

## Etapperna
(förkortningen s.t. innebär samma tid)
- 7 maj – Prolog Tempolopp: Reggio Calabria, 1 150 m
  - 1.	Brett Lancaster, Australien
  - 2.	Matteo Tossato, Italien +0.01
  - 3.	Alessandro Petacchi, Italien +0,01
- 8 maj – Etapp 1: Reggio Calabria – Tropea, 208 km
  - 1.	Paolo Bettini, Italien
  - 2.	Robbie McEwen, Australien +0.12
  - 3.	Alessandro Petacchi, Italien +0.14
- 9 maj – Etapp 2: Catanzaro Lido – Santa Maria del Cedro, 177 km
  - 1.	Robbie McEwen, Australien
  - 2.	Isaac Galvez Lopez, Spanien, (samma tid)
  - 3.	Robert Förster, Tyskland s.t.
    - Sammanlagt:

  - 1.	Robbie McEwen
  - 2.	Paolo Bettini +0.08
  - 3.	Alessandro Petacchi +0.22
- 10 maj – Etapp 3: Diamante – Giffoni Valle Piana, 210 km
  - 1.	Danilo Di Luca, Italien
  - 2.	Damiano Cunego, Italien s.t.
  - 3.	Stefano Garzelli, Italien s.t.
    - Sammanlagt:

  - 1. Paolo Bettini
  - 2. Danilo Di Luca + 0.09
  - 3. Damiano Cunego + 0.17
- 11 maj – Etapp 4: Giffoni Valle Piana – Frosinone, 197 km
  - 1.	Luca Mazzanti, Italien
  - 2.	Dario David Cioni, Italien s.t.
  - 3.	Michele Scarponi, Italien s.t.
    - Sammanlagt:

  - 1.	Paolo Bettini
  - 2.	Danilo Di Luca,  + 0.13
  - 3.	Luca Mazzanti + 0.16
- 12 maj – Etapp 5: Celano – L’Aquila, 215 km
  - 1.	Danilo Di Luca, Italien
  - 2.	Marzio Bruseghin, Italien s.t.
  - 3.	Mauricio Ardila, Colombia s.t.
    - Sammanlagt:

  - 1.	Danilo Di Luca
  - 2.	Paolo Bettini, + 0.03
  - 3.	Luca Mazzanti + 0.25
- 13 maj – Etapp 6: Viterbo – Marina Di Grosseto, 154 km
  - 1.	Robbie McEwen, Australien
  - 2.	Jaan Kirsipuu, Estland s.t.
  - 3.	Volodymyr Bileka, Ukraina s.t.
    - Sammanlagt:

  - 1.	Paolo Bettini
  - 2.	Danilo Di Luca +0.03
  - 3.	Luca Mazzanti +0.28
- 14 maj – Etapp 7: Grosseto – Pistoia, 205 km
  - 1.	Koldo Gil Pérez, Spanien
  - 2.	Damiano Cunego, Italien +0.20
  - 3.	Danilo Di Luca, Italien +0.20
    - Sammanlagt:

  - 1.	Danilo Di Luca
  - 2.	Damiano Cunego +0.26
  - 3.	Mirko Celestino, Italien +0.54
- 15 maj – Etapp 8, tempolopp: Lamporecchio – Firenze, 41,5 km
  - 1.	David Zabriskie, USA
  - 2.	Ivan Basso, Italien +0.17
  - 3.	Paolo Savoldelli, Italien +0.44
    - Sammanlagt:

  - 1.	Danilo Di Luca
  - 2.	Ivan Basso +0.09
  - 3.	Paolo Savoldelli +0.35
- 16 maj – Etapp 9: Firenze – Ravenna, 139 km
  - 1.	Alessandro Petacchi, Italien
  - 2.	Paolo Bettini s.t.
  - 3.	Aurélien Clerc, Schweiz s.t.
    - Sammanlagt:

  - 1.	Danilo Di Luca
  - 2.	Ivan Basso +0.09
  - 3.	Paolo Savoldelli +0.35
- 17 maj – Vilodag i Ravenna
- 18 maj – Etapp 10: Ravenna – Rossano Veneto, 212 km
  - 1.	Robbie McEwen, Australien
  - 2.	Alessandro Petacchi, Italien s.t.
  - 3.	Stuart O’Grady, Australien s.t.
    - Sammanlagt:

  - 1.	Danilo Di Luca
  - 2.	Ivan Basso +0.09
  - 3.   Paolo Savoldelli +0.35
- 19 maj – Etapp 11: Marostica – Zoldo Alto, 150 km
  - 1.   Paolo Savoldelli, Italien
  - 2.   Ivan Basso, Italien s.t.
  - 3.   Gilberto Simoni, Italien +0.21
    - Sammanlagt:

  - 1.   Ivan Basso, Italien
  - 2.   Paolo Savoldelli, Italien +0.18
  - 3.   Danilo Di Luca, Italien +1.04
- 20 maj – Etapp 12: Alleghe – Rovereto, 178 km
  - 1.   Alessandro Petacchi, Italien
  - 2.   Paride Grillo, Italien s.t.
  - 3.   Isaac Galvez Lopez, Spanien s.t.
    - Sammanlagt:

  - 1.   Ivan Basso, Italien
  - 2.   Paolo Savoldelli, Italien +0.18
  - 3.   Danilo Di Luca, Italien +1.04
- 21 maj – Etapp 13: Mezzocorona – Ortisei, 217 km
  - 1.   Ivan Parra, Colombia
  - 2.   Juan Manuel Garate, Spanien +0.23
  - 3.   José Rujano Guillen, Venezuela +0.23
    - Sammanlagt:

  - 1.   Paolo Savoldelli, Italien
  - 2.   Ivan Basso, Italien +0.50
  - 3.   Danilo Di Luca, Italien +0.53
- 22 maj – Etapp 14: Egna – Livigno, 210 km
  - 1.   Ivan Parra, Colombia
  - 2.   Tadej Valjavec, Slovenien +1.49
  - 3.   José Rujano Guillen, Venezuela +1.49
    - Sammanlagt:

  - 1.   Paolo Savoldelli, Italien
  - 2.   Danilo Di Luca, Italien +0.25
  - 3.   Gilberto Simoni, Italien +1.48
- 23 maj – Etapp 15: Livigno – Lissone, 207 km (etappen avkortades till 153 km p.g.a. det synnerligen usla vädret)
  - 1.   Alessandro Petacchi, Italien
  - 2.   Erik Zabel, Tyskland s.t.
  - 3.   Paolo Bettini, Italien s.t.
    - Sammanlagt:

  - 1.   Paolo Savoldelli, Italien
  - 2.   Danilo Di Luca, Italien +0.25
  - 3.   Gilberto Simoni, Italien +1.48
- 24 maj – Vilodag i Lissone
- 25 maj – Etapp 16: Lissone – Varazze, 207 km
  - 1.   Christophe Le Mevel, Frankrike
  - 2.   Christophe Brandt, Belgien +0.09
  - 3.   Alessandro Vanotti, Italien +0.16
    - Sammanlagt:

  - 1.   Paolo Savoldelli, Italien
  - 2.   Danilo Di Luca, Italien +0.25
  - 3.   Gilberto Simoni, Italien +1.48
- 26 maj – Etapp 17: Varazze – Limone Piemonte (Colle di Tenda), 194 km
  - 1. Ivan Basso, Italien
  - 2. José Rujano Guillen, Venezuela +1.06
  - 3. Gilberto Simoni, Italien +1.06
    - Sammanlagt:

  - 1. Paolo Savoldelli, Italien
  - 2. Gilberto Simoni, Italien +0.58
  - 3. José Rujano Guillen, Venezuela +1.24
- 27 maj – Etapp 18, tempolopp: Chieri – Turin, 31 km
  - 1. Ivan Basso, Italien
  - 2. Vladimir Karpets, Ryssland +0.09
  - 3. David Zabriskie, USA +0.20
    - Sammanlagt:

  - 1. Paolo Savoldelli, Italien
  - 2. Gilberto Simoni, Italien +2.09
  - 3. José Rujano Guillen, Venezuela +3.00
- 28 maj – Etapp 19: Savigliano – Sestriere (Olympiaområdet), 190 km
  - 1. José Rujano Guillen, Venezuela
  - 2. Gilberto Simoni, Italien +0.26
  - 3. Danilo Di Luca, Italien +1.37
    - Sammanlagt:

  - 1. Paolo Savoldelli, Italien
  - 2. Gilberto Simoni, Italien +0.28
  - 3. José Rujano Guillen, Venezuela +0.45
- 29 maj – Etapp 20: Albese con Cassano – Milano, 121 km
  - 1. Alessandro Petacchi, Italien
  - 2. Erik Zabel, Tyskland s.t.
  - 3. Robert Förster, Tyskland s.t.
    - Sammanlagt:

  - 1. Paolo Savoldelli, Italien 91h,25min,51sek
  - 2. Gilberto Simoni, Italien +0.28
  - 3. José Rujano Guillen, Venezuela +0.45
  - 4. Danilo Di Luca, Italien +2.42
  - 5. Juan Manuel Garate, Spanien +3.11
  - 6. Sergej Gontjar, Ukraina +4.22
  - 7. Vladimir Karpets, Ryssland +11.15
  - 8. Pietro Caucchioli, Italien +11.38
  - 9. Marzio Bruseghin, Italien +11.40
  - 10. Emanuele Sella, Italien +12.33
    - Poängtävlingen:

  - 1. Paolo Bettini, Italien 162p
  - 2. Alessandro Petacchi, Italien 154p
  - 3. Danilo Di Luca, Italien 136p
  - 4. Paolo Savoldelli, Italien 124p
  - 5. Ivan Basso, Italien 114p
    - Bergspristävlingen:

  - 1. José Rujano Guillen, Venezuela 143p
  - 2. Ivan Parra, Colombia 57p
  - 3. Gilberto Simoni, Italien 45p
  - 4. Ivan Basso, Italien 41p
  - 5. Danilo Di Luca, Italien 29p
    - Intergirotävlingen:

  - 1. Stefano Zanini, Italien
  - 2. Paolo Bettini, Italien +0.27
  - 3. Sven Krauss, Tyskland +0.30
  - 4. Bram Schmitz, Nederländerna +2.16
  - 5. Ivan Basso, Italien +2.31